# Pleșcuța
Pleșcuța (en hongrois : Marospetres) est une commune du județ d'Arad, Roumanie qui compte 1 219 habitants.
La commune est composée de 7 villages : Aciuța, Budești, Dumbrava, Gura Văii, Pleșcuța, Rostoci et Tălagiu.

## Culture
D'après le recensement de 2011, la commune compte 1 219 habitants, en forte baisse par rapport au recensement de 2002 où elle en comptait 1 498.